# Luigi I del Palatinato-Zweibrücken
Luigi I di Zweibrücken, Pfalzgraf Ludwig I. von Pfalz-Zweibrücken "der Schwarze" (1424 – Simmern, 19 luglio 1489), fu conte palatino e duca di Zweibrücken e di Veldenz dal 1444–1489.

## Biografia
Era il più giovane dei figli maschi di Stefano, conte palatino di Simmern-Zweibrücken e di sua moglie Anna di Veldenz, erede della contea di Veldenz, che egli aveva sposato nel 1409. Sebbene Anna fosse morta nel 1439, il suo vedovo non ottenne Veldenz dalla di lei famiglia fino al 1444. In quell'anno, Stefano decise come i suoi territori sarebbero stati divisi alla sua morte, assegnando Simmern al figlio maggiore, Federico, e Zweibrucken al figlio minore, Luigi, associandolo a Veldenz e gran parte della contea di Sponheim.

## Famiglia e figli
Luigi sposò il 20 marzo 1454 a Lussemburgo Giovanna di Croÿ, figlia del conte Antoine I de Croÿ e Margherita di Vaudémont. Ebbero i seguenti figli:
1. Margherita (1456-1527), sposò nel 1470 il conte Filippo di Nassau-Idstein.
2. Gaspare (1458–1527).
3. Giovanna (1459-1520), suora a Marienberg nei pressi du Boppard
4. Anna (1461-1520), suora a Marienberg nei pressi du Boppard
5. Alessandro (1462-1514).
6. Davide (1463-1478).
7. Alberto (1464-1513), canonico a Strasburgo e Colonia.
8. Caterina (1465-1542), Badessa di S.Agnese a Treviri.
9. Filippo (1467-1489), canonico a Strasburgo.
10. Giovanni (1468-1513), canonico a Strasburgo e Colonia.
11. Elisabetta (1469-1500), sposò nel 1492 il conte Giovanni Luigi di Nassau-Saarbrücken.
12. Sansone (1474-1480)

## Ascendenza
|                                            |                       |                                 | Genitori                      |  |  | Nonni |  |  | Bisnonni                  |  |  | Trisnonni             |  |
|                                            |                       |                                 |                               |  |  |       |  |  | Roberto II del Palatinato |  |  | Adolfo del Palatinato |  |
|                                            |                       |                                 |                               |  |  |       |  |  | Roberto II del Palatinato |  |  | Adolfo del Palatinato |  |
|                                            |                       | Irmengarda di Oettingen         |                               |  |  |       |  |  | Roberto II del Palatinato |  |  |                       |  |
| Roberto III del Palatinato                 |                       |                                 |                               |  |  |       |  |  | Roberto II del Palatinato |  |  |                       |  |
|                                            |                       | Beatrice d'Aragona              | Pietro II di Sicilia          |  |  |       |  |  |                           |  |  |                       |  |
|                                            |                       | Beatrice d'Aragona              | Pietro II di Sicilia          |  |  |       |  |  |                           |  |  |                       |  |
|                                            |                       | Beatrice d'Aragona              | Elisabetta di Carinzia        |  |  |       |  |  |                           |  |  |                       |  |
| Stefano del Palatinato-Simmern-Zweibrücken |                       | Beatrice d'Aragona              |                               |  |  |       |  |  |                           |  |  |                       |  |
|                                            |                       | Federico V di Norimberga        | Giovanni II di Norimberga     |  |  |       |  |  |                           |  |  |                       |  |
|                                            |                       | Federico V di Norimberga        | Giovanni II di Norimberga     |  |  |       |  |  |                           |  |  |                       |  |
|                                            |                       | Federico V di Norimberga        | Elisabetta di Henneberg       |  |  |       |  |  |                           |  |  |                       |  |
| Elisabetta di Norimberga                   |                       | Federico V di Norimberga        |                               |  |  |       |  |  |                           |  |  |                       |  |
|                                            |                       | Elisabetta di Meißen            | Federico II di Meißen         |  |  |       |  |  |                           |  |  |                       |  |
|                                            |                       | Elisabetta di Meißen            | Federico II di Meißen         |  |  |       |  |  |                           |  |  |                       |  |
|                                            |                       | Elisabetta di Meißen            | Matilde di Baviera            |  |  |       |  |  |                           |  |  |                       |  |
| Luigi I del Palatinato-Zweibrücken         |                       | Elisabetta di Meißen            |                               |  |  |       |  |  |                           |  |  |                       |  |
|                                            | Enrico III di Veldenz | …                               |                               |  |  |       |  |  |                           |  |  |                       |  |
|                                            | Enrico III di Veldenz | …                               |                               |  |  |       |  |  |                           |  |  |                       |  |
|                                            | Enrico III di Veldenz | …                               |                               |  |  |       |  |  |                           |  |  |                       |  |
| Federico III di Veldenz                    | Enrico III di Veldenz |                                 |                               |  |  |       |  |  |                           |  |  |                       |  |
|                                            |                       | Loretta di Sponheim-Starkenburg | …                             |  |  |       |  |  |                           |  |  |                       |  |
|                                            |                       | Loretta di Sponheim-Starkenburg | …                             |  |  |       |  |  |                           |  |  |                       |  |
|                                            |                       | Loretta di Sponheim-Starkenburg | …                             |  |  |       |  |  |                           |  |  |                       |  |
| Anna di Veldenz                            |                       | Loretta di Sponheim-Starkenburg |                               |  |  |       |  |  |                           |  |  |                       |  |
|                                            |                       | Giovanni I di Nassau-Weilburg   | Gerlach I di Nassau-Wiesbaden |  |  |       |  |  |                           |  |  |                       |  |
|                                            |                       | Giovanni I di Nassau-Weilburg   | Gerlach I di Nassau-Wiesbaden |  |  |       |  |  |                           |  |  |                       |  |
|                                            |                       | Giovanni I di Nassau-Weilburg   | Agnese d'Assia                |  |  |       |  |  |                           |  |  |                       |  |
| Margherita di Nassau-Saarbrücken           |                       | Giovanni I di Nassau-Weilburg   |                               |  |  |       |  |  |                           |  |  |                       |  |
|                                            |                       | Giovanna di Saarbrücken         | …                             |  |  |       |  |  |                           |  |  |                       |  |
|                                            |                       | Giovanna di Saarbrücken         | …                             |  |  |       |  |  |                           |  |  |                       |  |
|                                            |                       | Giovanna di Saarbrücken         | …                             |  |  |       |  |  |                           |  |  |                       |  |
|                                            |                       | Giovanna di Saarbrücken         |                               |  |  |       |  |  |                           |  |  |                       |  |